# Navia bicolor
Navia bicolor är en gräsväxtart som beskrevs av Lyman Bradford Smith. Navia bicolor ingår i släktet Navia och familjen Bromeliaceae.
Artens utbredningsområde är Colombia. Inga underarter finns listade i Catalogue of Life.